# Ali Akbar Mohtaschami

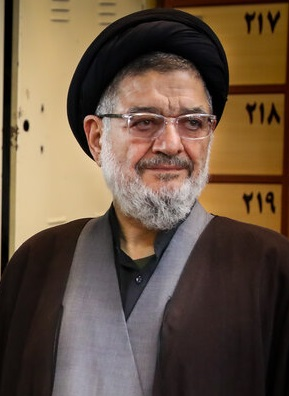
Ali Akbar Mohtaschami

Hodschatoleslam Ali-Akbar Mohtaschami (persisch علی‌اکبر محتشمی; * 30. August 1947 in Teheran; † 7. Juni 2021 ebenda), auch Ali-Akbar Mohtaschemi-Pur genannt, war ein iranisch-schiitischer Kleriker, der als Gelehrter unter dem Ajatollah Chomeini aktiv an der Islamischen Revolution 1979 beteiligt war. Er war langjähriger Botschafter in Syrien und galt als Gründer der Terrororganisation Hisbollah im Libanon.

## Leben
Ali-Akbar Mohteschami-Pur studierte in der für Schiiten Heiligen Stadt Nadschaf im Irak, wo er als Weggefährte seines Mentors, des Ajatollah Chomeini, an dessen Seminaren teilnahm. Nach der Islamischen Revolution im Iran 1979 wurde er von Chomeini als iranischer Botschafter nach Syrien bestellt und war lange Jahre in Damaskus tätig.
Er starb am 7. Juni 2021 an einer COVID-19-Erkrankung.

## Gründung der Hisbollah
Während seiner Zeit in Damaskus stand Mohtaschami im direkten Kontakt zu Ajatollah Chomeini und machte auf die Missstände der schiitischen Minderheit im Libanon aufmerksam. Er sprach sich nach eigenen Angaben für ein direktes Eingreifen der iranischen Armee in den libanesischen Bürgerkrieg zu Gunsten der schiitischen Minderheit aus. Dies wurde allerdings vom Ajatollah Chomeini abgelehnt, der gegen ein offizielles Eindringen der iranischen Armee in fremde Territorien war. Demnach wurde Mohtaschami mit der Zusammenführung der einzelnen libanesisch-schiitischen Milizen beauftragt. Dies sollte mit Hilfe der iranischen Revolutionsgarden und Angehöriger der iranischen Hisbollah geschehen, die 1982 mit etwa 2000 Pasdaran die iranisch-türkische Grenze überquerten, um somit über Syrien durch die Bekaa-Ebene direkt in den Libanon zu gelangen. Die im Libanon befindlichen Pasdaran unterstanden ihrem damaligen ersten Kommandanten Abbas Zamani (bekannt als Abu Scharif) und dem damaligen iranischen Verteidigungsminister Mostafa Tschamran, der zuvor die Amal-Miliz ausgebildet hatte und vor Ort aktiv an den ersten Kämpfen beteiligt war.
Nach einigen Kampfeinsätzen kehrte Tschamran in den Iran zurück, wo er bis zu seinem Tod an der Front des Iran-Irak-Kriegs kämpfte. Danach unterstanden die im Libanon befindlichen Pasdaran Ali-Reza Asgari, der in den achtziger Jahren von der iranischen Staatsführung damit beauftragt war, die finanzielle und militärische Unterstützung der proiranischen Milizen im Libanon zu sichern. Asgari unterstand weiterhin Ali-Akbar Mohtaschami, der die weiteren Geschehnisse mit Hilfe des syrischen Geheimdienstes aus Damaskus koordinierte. Nach der Verstärkung und Zusammenführung der schiitischen Milizen durch die iranischen Revolutionsgarden bildeten Mohtaschami, Zamani und Asgari in Zusammenarbeit mit einzelnen schiitischen Geistlichen der Libanesischen Dawa Partei und einigen Milizenführern der Amal-Bewegung die proiranische Hisbollah im Libanon. Im Gegensatz zu Warlord-Gangs verzichtete die von nun an etablierte Hisbollah im Libanon zwar auf illegale Steuern, Schutzgelder, die Aneignung des Grundes von Vertriebenen und Casinogeschäfte – ein für ihre Legitimation und Popularität entscheidender Faktor – besetzte aber später auch kriminelle Geschäftsfelder, die zuvor allein von der Mafia oder von Gangs besetzt wurden, wie zum Beispiel den internationalen Schmuggel von Drogen, Diamanten und Zigaretten. Südamerikanische Ermittler gaben an, dass der Hisbollah nahestehende Kriminelle auch am Schmuggel von aus Europa stammenden gefälschten Gütern beteiligt waren, wobei sie eine libanesische Freihandelszone zur Umgehung von Einfuhrzöllen und zum Verschieben der Produktfälschungen in Drittländer nutzten. Zugleich gründete der Iran ein Netzwerk karitativer und infrastruktureller Maßnahmen, die die Basis für die soziale Tätigkeit der Hisbollah im Nachkriegslibanon darstellen sollten.
Infolge der verheerenden Vernichtung der Infrastruktur durch die israelischen Operationen errichtete die Hisbollah Mitte der 1980er-Jahre eine Rekonstruktionshilfe mit gut ausgebildetem Personal. Die Finanzierung all dessen erfolgte vermutlich wie zuvor größtenteils durch den Iran, aber auch durch hisbollah-eigene (externe) Investitionen in die libanesische Wirtschaft und die bereits erwähnten kriminellen Aktivitäten.
Im Jahr 2001 gründete er die IUPFP, die ab 2008 von dem libanesisch-belgischen Hisbollah-Aktivisten Dyab_Abou_Jahjah, geleitet wurde, dem es gelang, eine Konferenz im belgischen Parlament zu organisieren und einige Monate später mit Hilfe von Jeremy Corbyn das britische Parlament zu infiltrieren.

## Berufung ins Parlament
Ali-Akbar Mohtaschami wurde 1989 von dem neuen iranischen Präsidenten Akbar Hāschemi Rafsandschāni in sein Kabinett berufen. Im August 1991 übernahm er den Vorsitz im Verteidigungskomitee des Madschles, des iranischen Parlaments. In der Amtszeit des reformorientierten Präsidenten Mohammad Chātami galt er als dessen Unterstützer und war dem reformorientierten Lager zuzuordnen. Mohtaschami war der Herausgeber der die Reformer unterstützenden Zeitschrift Bayan, die im Jahr 2000 wegen ihrer regimekritischen Äußerungen verboten wurde. Ab August 2010 war er Vorsitzender der Partei Verband der kämpfenden Geistlichkeit.